# Тагиева, Наталья Александровна
Наталья Александровна Тагиева  (род. 24 апреля 1984)) — российская тхэквондистка. Чемпионка мира, чемпионка Европы по тхэквондо ГТФ. Тренер.

## Карьера
Начала спортивную карьеру в 1998 году в обычной школьной секции тхэквондо. В 2004 году завоевала первую золотую медаль на чемпионате мира (Архангельск, Россия).
Затем без перерыва в соревновательной деятельности, многократно поднималась на пьедестал на всероссийских и международных соревнованиях.
В 2018 году спортсменка завоевала 6 золотых медалей на чемпионате мира в Дурбане, ЮАР. Это является одним из самых крупных достижений спортсменки.
Многократная чемпионка России по тхэквондо. Десятикратная чемпионка Европы и мира.
Лауреат смотра конкурса «Лучший тренер, спортсмен года» министерства спорта Ставропольского края 2016, 2017, 2018, 2019 годов.
Имеет чёрный пояс, 4 дан по версии тхэквондо ГТФ.
Тренер по тхэквондо ГТФ спортивной школы единоборств Ставрополя. Старший тренер сборной Ставропольского края по тхэквондо ГТФ.
Мастер спорта России международного класса.
Член национальной сборной России по тхэквондо ГТФ.
Первый в истории заслуженный мастер спорта по версии тхэквондо ГТФ.
Проживает в Ставрополе.